# Giuseppe Paupini
Giuseppe Paupini (Mondavio, 25 febbraio 1907 – Roma, 18 luglio 1992) è stato un cardinale e arcivescovo cattolico italiano.

## Biografia
Nacque a Mondavio il 25 febbraio 1907 da Francesco Paupini e Ida Grilli (sorella del letterato Luigi Grilli).

### Formazione e ministero sacerdotale
Paupini frequentò il Ginnasio presso il Seminario Minore Diocesano di Fano per poi licenziarsi in teologia presso il Pontificio Seminario Regionale Marchigiano "Pio XI" allora ubicato sempre a Fano. Successivamente frequentò la Pontificia Università Lateranense in Roma, dove conseguì il dottorato in diritto canonico.
Fu ordinato presbitero il 19 marzo 1930 nella cattedrale di Fano.
Dal 1930 al 1932 fu assistente spirituale del seminario minore della sua diocesi.
Dal 1932 al 1939 insegnò diritto canonico presso il Pontificio Seminario Regionale Marchigiano "Pio XI".
Nel 1939 venne chiamato a Roma, al servizio della Santa Sede, presso la Segreteria di Stato. Indirizzato subito alla carriera diplomatica, venne destinato a Parigi, come addetto presso la nunziatura apostolica in Francia.
Rientrò a Roma tre anni dopo e fu nominato segretario della nunziatura apostolica in Italia rimanendo nell'incarico dal 1942 al 1947.
Dal 1947 al 1951 fu incaricato d'affari presso le nunziature di Nicaragua, Honduras e Cuba.
Nel 1951 fu promosso consigliere di nunziatura e, il 19 ottobre 1952, venne nominato prelato domestico di Sua Santità.
Richiamato a Roma, dal 1952 al 1956 lavorò in Segreteria di Stato e svolse anche attività pastorale in diocesi, presso la parrocchia di Ognissanti in Via Appia Nuova.

### Ministero episcopale e cardinalato

Giuseppe Paupini

Fu nominato arcivescovo titolare di Sebastopoli di Abasgia da papa Pio XII nel dicembre 1955 e nominato internunzio apostolico in Iran ed allo stesso tempo amministratore apostolico di Ispahan dei Latini. Ricevette la consacrazione episcopale il 26 febbraio 1956 dal cardinale Valerio Valeri.
Fu trasferito come nunzio apostolico in Guatemala ed El Salvador il 25 febbraio 1957. Rimase in quella sede fino al 1959 quando fu nominato nunzio apostolico in Colombia. In quel paese organizzò con successo nel 1968 lo storico viaggio apostolico di Paolo VI a Bogotà, per l'inaugurazione della Seconda conferenza generale degli episcopati latino-americani e caraibici. Era la prima visita di un papa in America Latina.
Partecipò ai lavori del Concilio Ecumenico Vaticano II, come invitato del papa Giovanni XXIII.
Papa Paolo VI lo premiò, elevandolo al rango di cardinale nel concistoro del 28 aprile 1969, assegnandogli contestualmente la diaconia di Ognissanti in Via Appia Nuova.
Fu nominato penitenziere maggiore il 21 marzo 1973. Guidò la penitenzieria apostolica per 11 anni fino al giorno 8 aprile 1984 quando, all'età di 77 anni, rassegnò al papa le dimissioni.
Prese parte ai conclavi che elessero i papi Giovanni Paolo I e Giovanni Paolo II, nell'agosto e nell'ottobre del 1978.
Fu promosso all'ordine dei cardinali presbiteri e la sua diaconia fu elevata pro illa vice a titolo presbiterale, il 30 giugno 1979.
È stato cardinale camerlengo del Sacro Collegio dal 22 giugno 1987 al 2 maggio 1988.
Morì a Roma il 18 luglio 1992 all'età di 85 anni. Le sue esequie vennero celebrate nella Basilica Vaticana dal cardinale Angelo Sodano, segretario di Stato, alla presenza del Sacro Collegio e del corpo diplomatico accreditato presso la Santa Sede. Il suo corpo riposa a Mondavio, tumulato nella chiesa collegiata dei Santi Pietro e Paterniano.

## Genealogia episcopale e successione apostolica
La genealogia episcopale è:
- Cardinale Scipione Rebiba
- Cardinale Giulio Antonio Santori
- Cardinale Girolamo Bernerio, O.P.
- Arcivescovo Galeazzo Sanvitale
- Cardinale Ludovico Ludovisi
- Cardinale Luigi Caetani
- Cardinale Ulderico Carpegna
- Cardinale Paluzzo Paluzzi Altieri degli Albertoni
- Papa Benedetto XIII
- Papa Benedetto XIV
- Papa Clemente XIII
- Cardinale Bernardino Giraud
- Cardinale Alessandro Mattei
- Cardinale Pietro Francesco Galleffi
- Cardinale Giacomo Filippo Fransoni
- Cardinale Carlo Sacconi
- Cardinale Edward Henry Howard
- Cardinale Mariano Rampolla del Tindaro
- Cardinale Sebastiano Martinelli, O.E.S.A.
- Cardinale Donato Raffaele Sbarretti Tazza
- Cardinale Valerio Valeri
- Cardinale Giuseppe Paupini

La successione apostolica è:
- Vescovo Humberto Lara Mejía, C.M. (1957)
- Vescovo Angélico Melotto Mazzardo, O.F.M. (1959)
- Arcivescovo Héctor Rueda Hernández (1960)
- Vescovo Luis Francisco Irizar Salazar, O.C.D. (1961)
- Vescovo Ciro Alfonso Gómez Serrano (1961)
- Vescovo Gregorio Garavito Jiménez, S.M.M. (1962)
- Vescovo Alfonso Arteaga Yepes (1962)
- Vescovo Alfonso Uribe Jaramillo (1963)
- Vescovo Julio Franco Arango (1964)
- Arcivescovo Miguel Angel Arce Vivas (1964)
- Vescovo Arturo Salazar Mejia, O.A.R. (1966)
- Arcivescovo Félix María Torres Parra (1966)
- Vescovo Miguel Angel Lecumberri Erburu, O.C.D. (1966)
- Vescovo Livio Reginaldo Fischione, O.F.M.Cap. (1966)
- Vescovo Julián Mendoza Guerrero (1967)
- Vescovo Juan Eliseo Mojica Oliveros (1967)
- Arcivescovo Leopoldo Teofili (1974)